# James Sykes
James Sykes (27 de março de 1761 - 18 de outubro de 1822) foi um político norte-americano que foi governador do estado do Delaware, no período de 1801 a 1802, pelo Partido Federalista.